# Alpha Toshineza
 (juillet 2019).
Alpha Toshineza, nom d'artiste d'Alain Tshinza, est un artiste en arts visuels, producteur et auteur-compositeur-interprète franco-canadien né à Luxembourg de parents congolais.

## Biographie
Après des études en arts visuels et à la suite de nombreuses créations musicales de genre hip-hop, tant en collaboration qu'en solo, Alpha Toshineza sort un EP en 2005, puis un premier album en 2007. Il s'installe à Winnipeg en 2014 et y fonde le label Jazz Inuit dès son arrivée. 
Son album de rap du même nom sort en 2017. Cet opus lui vaut une mise en nomination aux Western Canadian Music Awards (en) dans la catégorie de l'artiste francophone de l'année, et lui vaut le Prix SOCAN de la meilleure chanson francophone pour Dis-moi si tu m'aimes. En 2018, il est choisi pour représenter le Manitoba au concours de chanson francophone Chant'Ouest. Il participe également, cette même année, au Festival international de la chanson de Granby. En mars 2019, l'artiste lance un nouvel album de rap francophone intitulé «Triple A ».